# Косса Михайло Ілліч
Михайло Ілліч Косса (20 жовтня 1921, Малокатеринівка — 20 квітня 1950, Москва) — льотчик-ас, майор Радянської Армії, учасник німецько-радянської війни, Герой Радянського Союзу (1946), репресований, реабілітований посмертно.

## Біографія
Михайло Косса народився 20 жовтня 1921 року в селі Малокатеринівка (нині — селище в Запорізькому районі Запорізької області України) в сім'ї селянина. Закінчив сім класів школи в рідному селі, після чого працював ретушером у фотоательє, одночасно навчався спочатку в Запорізькому аероклубі, пізніше в Дніпропетровському. У 1940 році Косса був призваний на службу в Робітничо-селянську Червону Армію. У 1941 році він закінчив Качинську військово-авіаційну школу пілотів. З травня 1942 року — на фронтах Другої світової війни. Літав на літаках «І-16», «І-153», «Як-1». 2 серпня 1942 року був збитий над ворожою територією, проживав в одному з сіл України під виглядом чоловіка однієї з місцевих мешканок, двічі заарештовувався поліцією, але обидва рази був відпущений. Після звільнення повернувся на фронт.
До весни 1944 року гвардії старший лейтенант Михайло Косса був заступником командира ескадрильї 42-го гвардійського винищувального авіаполку 269-ї винищувальної авіадивізії 4-ї повітряної армії 2-го Білоруського фронту. До того часу він здійснив 324 бойових вильоти, взяв участь у 94 повітряних боях, в яких збив 14 літаків. Був представлений до звання Героя Радянського Союзу. Поки документи ходили по інстанціях, він встиг взяти участь в боях з ліквідації ворожого угруповання в районі Гдиня-Данциг, форсування Одеру. Останній свій літак збив 1 травня 1945 року. До кінця війни він здійснив 377 бойових вильотів, взяв участь у 113 повітряних боях, збив 15 літаків особисто і 4 — в групі, ще 4 пошкодив. Брав участь у Параді Перемоги.
Указом Президії Верховної Ради СРСР від 15 травня 1946 року за зразкове виконання бойових завдань командування на фронті боротьби з німецькими загарбниками і проявлені при цьому мужність і героїзм гвардії старший лейтенант Михайло Косса був удостоєний звання Героя Радянського Союзу з врученням ордена Леніна і медалі «Золота Зірка» за номером 8100.
У 1949 році Косса закінчив Вищу офіцерську школу штурманів ВВС з присвоєнням відповідної кваліфікації. У травні 1949 року, замість подальшої служби в авіаційних частинах, він був звільнений з лав Збройних Сил у запас і призначений командиром авіаланки навчального центру ДТСААФ, що розташовувався в селі Ротмістрівка Київської області Української РСР. 24 вересня 1949 року, в суботу, він посварившись з дружиною (Анастасією Савеліївною Косса), якій сказав: «Ну, запам'ятай сьогоднішнє число», — випив вина, поцілував дочку, поїхав на аеродром і підняв у повітря літак «Як-9Т», що належав центру, і попрямував у бік Державного кордону СРСР. Коли в баках закінчилося паливо, він здійснив посадку на румунському аеродромі Сучава, був заарештований і виданий Радянському Союзу. Пізніше, 11 грудня 1949 року дружина написала в листі Сталіну: «Чоловік з'явився на аеродром сильно п'яний і засмучений».
26 вересня 1949 року Коссі було пред'явлено звинувачення в зраді Батьківщині. В ході слідства він визнав свою провину, проте в суді відмовився від свідчень, посилаючись на застосування до нього заходів фізичного впливу (тортур) і заявивши, що кордон він перетнув у стані алкогольного сп'яніння (що було підтверджено результатами медичної експертизи), а на румунський аеродром сів, щоб попросити заправити його літак для негайного повернення в свою частину. Державний обвинувач вимагав для Косси 25 років виправно-трудових таборів з конфіскацією майна, однак Воєнна колегія Верховного Суду СРСР 20 квітня 1950 року засудила колишнього майора Михайла Коссу до вищої міри покарання. Вирок оскарженню не підлягав і був приведений у виконання в той же день. Тіло було поховано на території Донського кладовища Москви.
Указом Президії Верховної Ради СРСР від 7 лютого 1951 року Косса посмертно був позбавлений всіх звань і нагород. Постановою Пленуму Верховного Суду СРСР від 1 червня 1966 року він був реабілітований посмертно. Відновлений у званні Героя Радянського Союзу.
Був також нагороджений трьома орденами Червоного Прапора (14.10.1942, 05.04.1943, 15.04.1944), орденами Вітчизняної війни 1-ї (01.07.1943) та 2-й (08.06.1945) ступенів, а також низкою медалей